# Championnat de Jamaïque féminin de football
Le championnat de Jamaïque féminin de football est une compétition féminine de football en Jamaïque.

## Palmarès
| Saison    | Champion                 | Finaliste                |
| --------- | ------------------------ | ------------------------ |
| 1999      | Résultats inconnus       | Résultats inconnus       |
| 2000      | Résultats inconnus       | Résultats inconnus       |
| 2001      | Portmore Strikers        | Harbour View             |
| 2002      | Portmore Strikers        | Barbican                 |
| 2003      | Barbican                 | Untouchables             |
| 2004      | Barbican                 | Harbour View             |
| 2005      | Barbican                 | Harbour View             |
| 2006      | Harbour View             | Portmore Strikers        |
| 2007      | Waterhouse               | Portmore Strikers        |
| 2008      | Barbican                 | Waterhouse               |
| 2009      | Barbican                 | Portmore Strikers        |
| 2010      | Barbican                 | Los Perfectos            |
| 2011      | Barbican                 | Portmore Strikers        |
| 2012      | Barbican                 | Waterhouse               |
| 2013      | Barbican                 | GC Foster College        |
| 2014      | Barbican                 | Arnett Gardens           |
| 2015      | Barbican                 | Waterhouse               |
| 2016      | Barbican                 | Los Perfectos            |
| 2017      | Compétition non disputée | Compétition non disputée |
| 2018      | Waterhouse               | Cavalier                 |
| 2019      | Waterhouse               | Cavalier                 |
| 2020      | Compétition non disputée | Compétition non disputée |
| 2021      | Compétition non disputée | Compétition non disputée |
| 2022      | Compétition non disputée | Compétition non disputée |
| 2022-2023 | Frazsiers Whip           | Cavalier                 |
| 2023-2024 | Frazsiers Whip           | Cavalier                 |

| Équipe            | Titres |
| ----------------- | ------ |
| Barbican          | 12     |
| Waterhouse        | 3      |
| Portmore Strikers | 2      |
| Frazsiers Whip    | 2      |
| Harbour View      | 1      |